# Hărmănești
Hărmănești is een Roemeense gemeente in het district Iași.
Hărmănești telt 2370 inwoners.